# Echinorhynchus dissimilis
Echinorhynchus dissimilis is een soort haakworm uit het geslacht Echinorhynchus. De worm behoort tot de familie Echinorhynchidae. Echinorhynchus dissimilis werd in 1939 beschreven door Yamaguti.